# Ursus thibetanus gedrosianus
Ursus thibetanus gedrosianus és una subespècie de l'os del Tibet (Ursus thibetanus).

## Descripció
- Presenta una taca de color crema sobre el seu pit.
- És lleugerament més petit que altres subespècies: fa entre 55 i 75 polzades de llargària i pesa entre 200 i 400 lliures.
- També té un pelatge més curt, més espès i d'un color que és més un marró vermellós que no pas negre.[1]

## Reproducció
Les femelles assoleixen la maduresa sexual a l'edat de 3-4 anys. Al Pakistan, l'aparellament es produeix a l'octubre i la femella pareix 1-3 cadells al febrer, els quals neixen cecs i depenen totalment de la seva mare. Són deslletats al cap de sis mesos però romanen amb sa mare durant dos o tres anys. Les femelles tenen una ventrada cada dos anys i se les ha vist a la natura amb cadells de diferents edats.

## Alimentació
Menja plantes, fruites, baies, llavors, mel, insectes i petits vertebrats (com ara, aus, rosegadors i llangardaixos).

## Distribució geogràfica
Abans es trobava a tot el Balutxistan (el sud-oest del Pakistan i el sud-est de l'Iran), però ara es troba extint a la major part d'aquesta regió.

## Longevitat
La seva esperança de vida és de 25 a 30 anys.

## Estat de conservació
És un dels animals més rars del món i es troba inclòs a la Llista Vermella de la UICN i protegit pel CITES, el qual prohibeix tota mena de comerç internacional amb productes derivats d'aquesta espècie. La desforestació, la caça excessiva i la pèrdua del seu hàbitat són els seus principals problemes.